# Župnija Griže
Župnija Griže je rimskokatoliška teritorialna župnija Dekanije Žalec Škofije Celje.
Do 7. aprila 2006, ko je bila ustanovljena škofija Celje, je bila župnija del celjskega naddekanata škofije Maribor. Današnji župnik je g. Jože Planinc, ki trenutno izvaja obnovo župnijske cerkve. Župnijo sestavlja pastoralni in gospodarski svet, ki imata seje za prid župnije. Redna boguslužja so med tednom in ob nedeljah. Župnijo sestavljajo tri cerkve. Glavna cerkev sv. Pankracija v  centru Griž, podružnična cerkev sv. Lurške matere božje na gričku v Migojnicah in cerkev sv. Neže v Libojah
pod Kotečnikom.

## Zgodovina župnije in treh cerkva
Najstarejša omemba Griž je iz leta 1241.  Tako lahko sklepamo, da je bila že v prvi polovici 2. tisočletja na kraju, kjer danes stoji cerkev, sezidan prvotna cerkev. V koncu 15. stoletja se v kroniki nahaja omemba vikarja Mihaela, ki je deloval v župniji Griže pod okrožjem Št. Pavla ( danes Prebold ). Župnija je bila takrat v obliki samostojnega vikariata.
Župnija Griže kot samostojna župnija je bila ustanovljena leta 1754. Imela je troje cerkva : Sv. Križ( omenjena leta 1426, kasneje jo razpusti Jožef II.), Sv. Nežo ( v Libojah, prvič omenjena leta 1540) in župnijsko cerkev sv. Pankracija.